# One Last Chance
One Last Chance è il quinto ed ultimo singolo estratto dal suo album di esordio, Undiscovered, del cantautore inglese James Morrison, pubblicato il 2 luglio 2007'. La canzone è stata pubblicata direttamente per il download digitale su iTunes o sul sito ufficiale dell'artista.

## Tracklist
iTunes UK Download
1. "One Last Chance" - 3:55